# Adelphochernes
Genre
Adelphochernes est un genre de pseudoscorpions de la famille des Chernetidae.

## Distribution
Les espèces de ce genre sont endémiques des Philippines.

## Liste des espèces
Selon Pseudoscorpions of the World (version 3.0) :
- Adelphochernes mindanensis Beier, 1937
- Adelphochernes mindoroensis Beier, 1966

## Publication originale
- Beier, 1937 : Neue ostasiatische Pseudoscorpione aus dem Zoologischen Museum Berlin. Mitteilung aus dem Zoologischen Museum in Berlin, vol. 22, p. 268-279.